# Neresnica (řeka)
Neresnica je vodní tok na středním Slovensku, v okrese Zvolen. Je levostranným přítokem Slatiny, má délku 25,5 km a je tokem IV. řádu.

## Popis toku
Pramení v Pliešovské kotlině na jihozápadním svahu kopce Breh (586,8 m n. m.) v nadmořské výšce cca 460 m n. m. Obloukem se stáčí na severozápad, protéká obcí Pliešovce, kde přibírá zprava Macovie jarok. Za obcí přibírá opět zprava Lomniansky potok (386,8 m n. m) a teče přes obec Sása, vytváří několik meandrů a mění směr toku na sever. Dále se koryto řeky rozděluje a na asi 1,5 km dlouhém úseku teče v dvou ramenech, která se spojují před Dobrou Nivou. Protéká obcí a přibírá zleva Bystrý potok, potom pravostranný Potôčik a následně i Kalný potok zleva (341,6 m n. m). Řeka dále pokračuje okolo obcí Podzámčok a Breziny, opouští Pliešovskou kotlinu a hluboko se zařezává do severozápadní části pohoří Javorie, kde teče úzkou dolinou nejdříve na severovýchod, přibírá zleva Burzovo a pak se před osadou Neresnica stáčí na sever. Vtéká do intravilánu města Zvolen a zároveň do Zvolenské kotliny, kde se v nadmořské výšce přibližně 270 m vlévá do Slatiny.

## Povodí Neresnice podle přítoků ve směru toku
Neresnica (P – pravostranný přítok, L – levostranný přítok)
- Lomniansky potok P
  - Sásky potok L
  - Vápenný potok (přítok Lomnianskeho potoka)|Vápenný potok L
  - Kňazov potok (přítok Lomnianskeho potoka)|Kňazov potok P
- Strieborný potok (přítok Neresnice)|Strieborný potok L
- Bystrý potok (přítok Neresnice)|Bystrý potok L
  - Drieňová (přítok Bystrého potoka)|Drieňová L
- Potôčik (přítok Neresnice)|Potôčik P
  - Poľný potok (přítok Potôčika)|Poľný potok L
- Kalný potok (přítok Neresnice)|Kalný potok L
- Slaný potok (přítok Neresnice)|Slaný potok L
- Burzovo P